# Во имя республики
«Во имя республики» (арм. Հանուն Հանրապետության) — центристская политическая партия, созданная в Армении в сентябре 2020 года.

## История
Партия была основана 20 сентября 2020 года во время своего учредительного съезда, состоявшегося в Ереване. Основатель партии Арман Бабаджанян, избранный в 2019 году от «Просвещённой Армении», а позднее ставший независимым депутатом VII созыва Национального собрания, был выдвинут в качестве её лидера.
После протестов в Армении 2020—2021 годов партия поддержала решение премьер-министра Никола Пашиняна о проведении досрочных выборов в парламент страны, подчеркнув при этом, что верит в идеалы бархатной революции 2018 года и что новые выборы помогут в достижении её целей и дальнейшего укрепления демократии в Армении.
В мае 2021 года «Во имя республики» заключила избирательный союз с Христианско-демократической партией возрождения. Сформированный «Альянс демократов Ширинян-Бабаджанян» объявил о своих намерениях участвовать в досрочных парламентских выборах 2021 года в Армении с Арманом Бабаджаняном в качестве своего лидера и кандидата на пост премьер-министра страны. По результатам выборов блок получил в свою поддержку 1,50 % избирателей и, не пройдя минимальный порог в 7 %, делегировать в Национальное собрание страны ни одного своего представителя не смог.

## Идеология
Партия «Во имя республики» заявляет о том, что не приемлет авторитаризма, поддерживает свободу прессы, права человека, верховенство закона и поощряет экономическое развитие Армении. Партия также верит в право Республики Арцах на самоопределение и скептически отнеслась к соглашению о прекращении огня в Нагорном Карабахе 2020 года.
С точки зрения внешней политики, партия считает, что Армения должна стремиться к более тесным отношениям с Европейским Союзом и Соединенными Штатами Америки. По словам лидера партии Армана Бабаджаняна это смогло бы предоставить стране возможность не только интегрироваться в мировую политику, но и продвигать внутреннюю программу реформ в демократических институтах, судебной системе, гражданском обществе, экономике и других сферах.

## Результаты выборов

### Парламентские выборы
| Выборы | Голоса | %    | Кресла   | Позиция | Примечание                                                           |
| ------ | ------ | ---- | -------- | ------- | -------------------------------------------------------------------- |
| 2021   | 19 212 | 1,50 | 0 из 107 | 7 место | В составе коалиционного блока «Альянс демократов Ширинян-Бабаджанян» |